# کرپه (اشتاینبرگ)
شهر کرپه (به آلمانی: Krempe) در ایالت اشلسویگ-هل‌اشتاین در کشور آلمان واقع شده‌است.